# الزاوية (زاوية سيدي عبد القادر)
الزاوية هي إحدى مشيخات المملكة المغربية، تتبع جغرافيا لإقليم الحسيمة وإداريًا لزاوية سيدي عبد القادر. يقدر عدد سكانها بـ 11212 نسمة حسب الإحصاء الرسمي للسكان والسكنى لسنة 2004.